# Équilibre général
L'équilibre général est un concept d'économie qui désigne la possibilité pour tous les marchés d'atteindre l'équilibre simultanément, par le libre jeu de l'offre et de la demande. L'équilibre général se distingue de l'équilibre simple (ou partiel) en ce qu'il s'agit d'un équilibre atteint sur l'intégralité des marchés.
Issu de la microéconomie, la théorie de l'équilibre général a été développée par Léon Walras dans son ouvrage de 1874, Éléments d'économie politique pure. Elle a atteint sa forme moderne avec les travaux de Kenneth Arrow et Gérard Debreu dans les années 1950.

## Concept

### Principes
L'équilibre général est un concept issu de l'école néoclassique, quoiqu'il ait ensuite été discuté, et parfois repris, par différentes écoles de pensée. L'école néoclassique considère que le système économique est formé d'une multitude d'agents économiques (les ménages, les entreprises) qui échangent des biens afin de satisfaire leurs objectifs de maximisation de leur utilité. L'équilibre est atteint sur un marché lorsque l'offre et la demande sont en adéquation.
L'équilibre général s'intéresse au cas où les échanges permettent d'atteindre, sur tous les marchés, l'équilibre. Cela signifie que chacun est satisfait, de telle manière que personne ne souhaite modifier ses ordres d'achat et de vente, c'est-à-dire faire de nouveaux échanges. Tous les biens sont alors pris en compte, sur tous les marchés. Dans un tel cas, la société atteint la meilleure allocation possible des ressources dont elle dispose.
Le mécanisme d'atteinte de l'équilibre général est le même que celui d'atteinte d'un équilibre partiel, mais généralisé à tous les marchés simultanément. Sur les trois composantes du marché (capital, travail et biens), chaque offreur (demandeur) a intérêt à vendre (acheter) des unités supplémentaires tant que son prix de vente (d'achat) est supérieur (inférieur) à son coût (utilité). Arrêter de vendre (d'acheter) à un prix supérieur (inférieur) au coût (à l'utilité) correspond à renoncer à des occasions de gains (d'utilité) supplémentaires. À l'inverse, vendre (acheter) à un prix inférieur (supérieur) au coût (à l'utilité) d'une unité supplémentaire revient à subir une perte nette. L'offreur et le demandeur ont intérêt à échanger davantage jusqu'à ce que le prix de chaque unité supplémentaire échangée égalise à la fois le coût de production du vendeur et l'utilité de l'acheteur. L'équilibre général a lieu lorsque le processus atteint sa fin d'équilibre sur tous les marchés. À ce stade, l'optimum de Pareto est atteint.
Généralement, quand on parle de théorie de l'équilibre général, on entend par là le modèle de base de la théorie néoclassique, celui de la concurrence parfaite, dont la version la plus achevée a été donnée par Kenneth Arrow et Gérard Debreu avec un article publié en 1954 dans lequel ils montrent, dans le cadre d'hypothèses très précises, l'existence d'au moins un système (vecteur) de prix qui égalise les offres et les demandes (globales) des agents économiques — qui se comportent en « preneurs de prix ».

### Critiques et actualité économique
L'équilibre général est un concept incontournable de la science économique contemporaine. Le modèle de l'équilibre général, notamment dans la version mathématisée d'Arrow et Debreu, constitue l'ossature des cours de microéconomie dans l'enseignement universitaire de l'économie (voir Enseignement de l'économie en France). L'équilibre général est alors souvent présenté comme une présentation idéalisée d'une économie de marché.
Toutefois, l'équilibre général a fait l'objet de nombreuses critiques épistémologiques. Aujourd'hui, c'est le modèle de l'équilibre partiel, mis en évidence par Alfred Marshall, qui est le plus utilisé dans l'analyse microéconomique des marchés.

## Historique

### Théorisation de Léon Walras
L'économiste français Léon Walras est le premier à proposer une théorie de l'équilibre générale, avec son ouvrage de 1874, Éléments d'économie politique pure ou théorie de la richesse sociale. Walras cherche à réduire le système économique à un modèle afin d'expliquer la manière dont les prix se forment dans un marché. Pour ce faire, Walras propose une série de modèles de plus en plus complexes : le premier décrit une économie à deux biens, puis à plusieurs types de biens, puis il prend en compte la production, la croissance et la monnaie.
Le problème de Walras s'exprime formellement par un système d'équations. Walras formalise un système économique qui peut théoriquement atteindre l'équilibre général. Il représente les fonctions d'offres et de demandes. Les inconnues qu'il cherche sont les prix et les quantités pour atteindre cet équilibre. Chaque marché est représenté par deux équations (une d'offre, une de demande). Afin de résoudre le problème, il faut résoudre un système à deux équations et à deux inconnues. Walras déduit que, le nombre d'équations étant égal au nombre d'inconnues, une solution mathématique est nécessairement possible. Puisqu'un tel système d'équation ne peut, selon lui, avoir qu'une seule solution, il existe nécessairement une situation d'équilibre stable. Toutefois, il a été découvert depuis lors que le postulat de Walras, selon lequel deux équations correspondant à deux inconnues ne peuvent avoir qu'une solution, n'est pas nécessairement vrai.

### Reprise de Kenneth Arrow et Gérard Debreu
La théorie de l'équilibre général continue de faire l'objet de programmes de recherche après Walras. Kenneth Arrow et Gérard Debreu travaillent sur la théorie walrasienne, et proposent en 1954 une nouvelle démonstration de l'équilibre général, rigoureusement établi par un système d'équations poussé. Ils montrent que, dans une économie décentralisée où règne une concurrence pure et parfaite entre des agents rationnels, un système de prix concurrentiel est le meilleur moyen de coordonner les décisions, et que pour tout marché, il doit exister un jeu de prix tel que l'offre agrégée soit égale à la demande agrégée.
Arrow et Debreu montrent qu'un équilibre général est possible à plusieurs conditions, qui sont la continuité des fonctions de demande nette, l'homogénéité de degré zéro par rapport aux prix, et la validité de la loi de Walras. La démonstration repose sur des arguments de convexité sur des ensembles fermés d'un espace vectoriel et l'utilisation du théorème du point fixe de Kakutani. La première preuve de l'existence de l'équilibre général est toutefois le résultat du travail de Lionel McKenzie. Le modèle auxquels aboutissent les économistes est appelé modèle d'Arrow-Debreu.

## Postulats et mécanismes

### Rareté des ressources et rationalité des agents
La théorie de l'équilibre général, qu'il s'agisse de celle des walrassiens ou des néo-walrassiens, conserve un cadre théorique qui évolue peu. Le système économique décrit par les ensembles d'équations est celui d'un monde où les ressources sont rares, ce qui oblige les agents économiques à effectuer des calculs pour maximiser leur utilité (bien-être, richesse). Aussi, la rationalité des agents est postulée comme étant totale : chaque agent économique est un maximisateur stratège et mathématicien.
Dans un tel modèle, les prix reflètent entièrement les comportements de tous les agents. Les agents sont price takers, c'est-à-dire qu'ils subissent les prix et ne les choisissent pas. Les variations de leurs préférences, toutefois, conduisent à une modification du prix auquel ils sont prêts à acheter des biens. Ainsi, en général, selon la loi de l'offre et de la demande, quand les consommateurs diminuent leur demande ou quand les producteurs augmentent leur production, les prix baissent ; et inversement.
Les variations de prix modifient les préférences des agents économiques, et stimulent ou découragent consommation et production. En général, la hausse (respectivement la baisse) du prix fait baisser (respectivement, augmenter) la consommation et augmente (respectivement, baisse) la production.

### Formation du prix d’équilibre par tâtonnement
La théorie de l'équilibre générale ne soutient pas qu'il existe un équilibre immédiat et spontané sur tous les marchés, ni même sur un seul. En effet, comme le soutient Walras, il n'y a aucune raison que les quantités demandées et offertes soient égales à l'origine. Les prix évoluent et convergent vers l'équilibre au fur et à mesure, par le biais d'un tâtonnement qui voit un ajustement du prix se produire.
Prenons l’exemple d’un bien produit en quantité insuffisante : la demande est supérieure à l’offre. Ceux qui tiennent vraiment à se le procurer feront savoir qu’ils acceptent de payer un prix plus élevé que le prix initial pour l’avoir. De nouveaux producteurs trouveront alors le marché rentable, alors que dans le même temps, certains consommateurs renonceront à consommer un bien devenu trop cher : l’offre augmente et la demande diminue. Walras explique qu’un agent fictif, le « commissaire-priseur », reçoit les informations sur les quantités que souhaitent échanger les agents et leur renvoie des prix qui les renseignent sur la rareté de tel ou tel bien. Par un processus de tâtonnement (essais, erreurs, tentatives enchaînées), ce mécanisme permet de trouver le prix qui assure l’égalité entre l'offre et la demande. Ce prix est le prix d'équilibre, qui correspond à une quantité d'équilibre (d'offre et de demande).
En général, il est fréquent qu'en raison des délais de réactions des agents économiques et de leurs manques d'information, on observe non pas un prix d'équilibre, mais un prix plus ou moins cyclique autour du prix d'équilibre théorique. Le comportement des prix peut même être parfaitement chaotique, avec des phases d'expansion ou de glissement (lorsque les anticipations des agents sont divergentes, et qu'ils cherchent à s'aligner sur les autres ) et des chocs brutaux (souvent à la baisse, mais parfois à la hausse, lorsque tous les agents réalignent leurs anticipations). C'est notamment le cas pour des biens spéculatifs ou dont l'utilité est très subjective (objet d'art, biens financiers, etc.). Et ce, même si les phénomènes spéculatifs observés empiriquement peuvent être analysés, par exemple comme des bulles rationnelles (selon la logique du concours de beauté décrite par John Maynard Keynes).

### Corrélations multiples
Dans une économie capitaliste, les prix et les quantités produites des biens sont liés et corrélés : le changement du prix d'un bien, le pain par exemple, influence les revenus des boulangers. Si les boulangers ont des goûts spécifiques, c'est-à-dire qu'ils dépensent leur argent d'une manière particulière, ils achètent plus de réveils-matin que la moyenne, on retrouve cet impact dans les revenus des horlogers. Le prix du pain sera certainement affecté. Établir le prix d'équilibre d'un seul bien exige en théorie une analyse qui tienne compte des millions d'autres biens disponibles.

## Modélisation mathématique
Dans l'article de Arrow et Debreu démontrant l'existence d'un équilibre général, les auteurs définissent un ensemble d'équations dans l'espace des commodités. Dans le cadre de ce modèle économique ils définissent l'ensemble des unités de production et l'ensemble des consommateurs.

### Espace des commodités
L'espace des commodités est modélisé par {\displaystyle \mathbb {R} ^{l}}, avec {\displaystyle l} le nombre de commodités.
Il existe au moins une commodité représentant le travail. Ils appellent {\displaystyle L}, pour « Labour », l'ensemble des commodités représentant un service travail. Chez un consommateur les composantes d'un vecteur de commodités correspondant à un service travail sont négatives.
À chaque commodité est associée un prix. L'ensemble des prix {\displaystyle P=\{p\in \mathbb {R} ^{l},p\geq 0,\sum _{h=1}^{l}p_{h}=1\}}, est normalisé car toutes les équations sont homogènes de degrés 1 en p dans le modèle. Soit {\displaystyle \zeta \in \mathbb {R} ^{l}} et {\displaystyle p\in P}, {\displaystyle p.\zeta } est le prix de toutes les commodités représentées par le vecteur {\displaystyle \zeta }. Formellement l'espace des prix est l'espace dual de celui des commodités. Dans le cadre de ce modèle ils sont tous les deux identifiés à {\displaystyle \mathbb {R} ^{l}}.

### Unités de production
À chaque unité de production {\displaystyle j} ils associent un ensemble {\displaystyle Y_{j}} de vecteurs de {\displaystyle \mathbb {R} ^{l}}. Cet ensemble modélise les plans de productions de l'unité {\displaystyle j}, les composantes positives étant des commodités produites et les composantes négatives les commodités consommées nécessaire à cette production. De même à chaque consommateur {\displaystyle i} ils associent un ensemble {\displaystyle X_{i}} de vecteurs de {\displaystyle \mathbb {R} ^{l}} représentant ses désirs de consommations. Ils imposent des contraintes sur ces ensembles afin de satisfaire aux contraintes économiques.
{\displaystyle Y_{j},1\leq j\leq n}
- L'ensemble {\displaystyle Y_{j}} est un ensemble convexe et fermé de {\displaystyle \mathbb {R} ^{l}} contenant l'origine (Rendements d'échelle non croissant, i.e. si {\displaystyle \forall y_{j}\in Y_{j},\forall \lambda \in [0,1],\lambda y_{j}\in Y_{j},}).
- La somme des {\displaystyle Y_{j}}, {\displaystyle Y=\{\sum _{j=1}^{n}x_{j},x_{j}\in Y_{j}\}}, ne contient aucun élément, à l'exception de l'origine, dans le domaine des vecteurs positifs {\displaystyle \Omega =\{x\geq 0\}} (impossibilité de produire sans un apport).
- {\displaystyle Y\cap -Y=0} (aucun plan de production global ne peut être l'exacte opposé d'un autre dans la mesure où chaque plan de production nécessite un travail qui ne peut pas être produit par une unité de production).

### Consommateurs
{\displaystyle X_{i},u_{i}:X_{i}\rightarrow \mathbb {R} ,1\leq i\leq m}
- Chaque ensemble {\displaystyle X_{i}} est un ensemble convexe et fermé de {\displaystyle \mathbb {R} ^{l}} minoré par le bas, i.e. {\displaystyle \exists \chi _{i}\in \mathbb {R} ^{l},\forall x_{i}\in X_{i},x_{i}\geq \chi _{i}}.
- Pour chaque consommateur, {\displaystyle \forall x_{i}\in X_{i},\exists x_{i}'\in X_{i},u_{i}(x_{i}')>u_{i}(x_{i})}.
- La fonction utilité, {\displaystyle u_{i}} est continue et vérifie la relation de convexité {\displaystyle u_{i}(x_{i}')>u(x_{i}),0<t<1,u_{i}(tx_{i}'+(1-t)x_{i})>u_{i}(x_{i})} (hypothèse que les surfaces d’indifférence sont convexes, i.e. {\displaystyle \{x_{i}\in X_{i},u_{i}(x_{i})\geq \alpha \}} est convexe pour tout {\displaystyle \alpha }).

### Lien entre consommateurs et commodités
De plus il est nécessaire de montrer qu'il existe certaines commodités pour lancer les unités de production.
- Chaque consommateur possède initialement les commodités {\displaystyle \zeta _{i}\in \mathbb {R} ^{l}} tel que {\displaystyle \exists x_{i}\in X_{i},x_{i}<\zeta _{i}}.

### Lien entre consommateurs et unités de production
Et les profits des unités de production sont intégralement redistribués parmi les consommateurs.
- Chaque consommateur i a un droit contractuel à une fraction {\displaystyle \alpha _{i,j}\in [0,1]} du profit de l'unité de production j telle que {\displaystyle \forall j,\sum _{i=1}^{n}\alpha _{i,j}=1}.

### Définition d'un équilibre concurrentiel
Soit {\displaystyle p^{*}\in P}.
Selon ces auteurs, la motivation économique de chaque unité de production est de maximiser ses profits
- Pour chaque j, {\displaystyle y_{j}^{*}} maximise {\displaystyle p^{*}.y_{j}} dans l'ensemble {\displaystyle Y_{j}}.

De même la motivation économique de chacun des consommateurs i est de maximiser leur utilité {\displaystyle u_{i}} parmi leurs désirs de consommations {\displaystyle X_{i}} en tenant compte de leur capacité budgétaire, i.e. leur revenu résultant de la vente de leurs commodités {\displaystyle \zeta _{i}}, qui incluent le travail, et de leurs dividendes proportionnelle à {\displaystyle \alpha _{i,j}}.
- Pour chaque i, {\displaystyle x_{i}^{*}} maximise {\displaystyle u_{i}(x_{i})} dans l'ensemble {\displaystyle \{x_{i}\in X_{i},p^{*}.x_{i}\leq p^{*}.\zeta _{i}+\sum _{j=1}^{n}\alpha _{i,j}p^{*}.y_{j}^{*}\}}

Le marché est à l'équilibre quand l'offre est égale à la demande. Soit {\displaystyle x=\sum x_{i},y=\sum y_{i},\zeta =\sum \zeta _{i},z=x-y-\zeta }, z représente l’excès de la demande par rapport à l'offre, incluant l'offre initiale et la production. L'équilibre se traduit mathématiquement par
- {\displaystyle z^{*}\leq 0,p^{*}.z^{*}=0}

Un ensemble de vecteurs {\displaystyle \{x_{1}^{*},...,x_{m}^{*},y_{1}^{*},...,y_{n}^{*},p^{*}\}} satisfaisant les conditions ci-dessus est dit à l'équilibre concurrentiel.

### Théorème
Tous les modèles vérifiant les hypothèses précédentes admettent une solution (équilibre concurrentiel).

## Postérité

### Succès académique
Le travail d'Arrow et Debreu a connu un grand retentissement dans la communauté des économistes. La première raison est qu'il apportait une solution rigoureuse à l'un des plus vieux problèmes de la science économique, à savoir la possibilité pour la main invisible d'Adam Smith d'atteindre véritablement un équilibre général qui satisfasse la société. L'équilibre général a eu d'autant plus de succès qu'il a permis de ressusciter le programme de recherche néoclassique, avec des moyens formels beaucoup plus puissants.
La théorie de l'équilibre général va alors susciter un ensemble immense de travaux, et l'on peut parler « d'âge d'or » de cette théorie pour toute la période allant du milieu des années 1950 au début des années 1970. Parmi les développements les plus importants qui se fondent sur les travaux de l'équilibre général, on trouve les extensions du concept à des environnements incertains, à des contextes dynamiques et multisectoriels, l'établissement d'une correspondance entre équilibre général et le cœur d'un jeu coopératif (Herbert Scarf, 1966), et, enfin, l'introduction des anticipations (concept d'epsilon-équilibre de Radner).

### Utilisation par d'autres écoles de pensée économique
Cet article couvre l'approche néoclassique de la théorie de l'équilibre général. Toutefois, le concept d'équilibre général a eu un succès important en-dehors du strict cadre de l'école néoclassique. On peut ainsi citer l'analyse entrée-sortie de Wassily Léontief et le modèle de croissance en optimisation linéaire développé par John von Neumann.

### Amendements proposés à la théorie
En construisant des modèles à partir des travaux de Arrow et Debreu, les recherches ont buté sur quelques difficultés. Les résultats de Sonnenschein, Mantel et Debreu stipulent que toute restriction sur la forme de fonction de demande est arbitraire. Certains pensent que cela implique que le modèle de Arrow et Debreu est dénué de fondement empirique. Quoi qu'il en soit, les équilibres définis par Arrow-Debreu ne sauraient être uniques, stables et déterminés.
On a affirmé[réf. nécessaire] qu'un modèle de tâtonnement correspond à un modèle d'économie centralisée planifiée par opposition à une économie de marché décentralisée. Il a été proposé des modèles d'équilibre général avec un autre type de processus, moins convaincants. En particulier, les économistes ont imaginé des modèles où les agents peuvent négocier des prix en dehors de l'équilibre, ces négociations pouvant affecter les équilibres vers lesquels l'économie tend. Signalons les processus de Hahn, de Edgeworth et de Fischer.[réf. nécessaire]
Le modèle intertemporel de Arrow-Debreu dans lequel tous les marchés anticipés existent à l'instant initial, pour des biens à livrer à l'avenir, peut être transformé en un modèle séquentiel d'équilibres temporaires. Chaque séquence correspondrait à un équilibre sur un marché ponctuel, et ce à tout moment. Roy Radner a trouvé[réf. nécessaire] que pour qu'un équilibre puisse exister dans ce type de modèle, les agents (les consommateurs et les producteurs) doivent avoir des capacités de calculs illimitées.
Bien que le modèle de Arrow-Debreu soit établi avec un numéraire arbitraire, le modèle tient compte de la monnaie. Frank Hahn par exemple, a cherché à développer des modèles d'équilibre général dans lesquels la monnaie est un facteur déterminant.

## Débats et critiques

### Équilibre partiel
Face à la théorie de l'équilibre général, et en réponse aux travaux de Walras, un autre programme de recherche a été lancé par Alfred Marshall, cherchant cette fois-ci à disqualifier l'équilibre général pour proposer à la place la théorie de l'équilibre partiel. Dans ses Principes d'économie politique publiés en 1890, l'économiste présente l'analyse d'un équilibre partiel en étudiant les variations de l'offre et de la demande pour un seul bien, en supposant les biens des autres marchés comme constants (ceteris paribus). La théorie de l'équilibre partiel ne se place pas dans la même perspective que la théorie générale de Walras ou Vilfredo Pareto, car la théorie générale est un système dynamique d'interdépendance des marchés, où l'on n'étudie pas le fonctionnement d'un marché particulier et où tous doivent être pris en compte concomitamment.
En refusant l'abstraction de l'équilibre général, Marshall apporte une touche d'empirie à la théorie de l'équilibre. Il considère plus adéquat d'étudier un équilibre partiel qu'un hypothétique équilibre général du fait du caractère improbable de ce dernier. Sa théorie de l'équilibre partiel réhabilite la notion de temps, là où le temps est absent chez Walras. Pour Marshall, il est nécessaire de prendre en compte les temps de l'économie, qui permettent aux ajustements d'avoir lieu ; or, tenir la non-simultanéité comme la norme et non comme l'exception réduit considérablement la possibilité d'un équilibre général. Il écrit, critiquant la théorie de l'équilibre général : « toutes ces influences mutuelles prennent du temps pour achever leur action, et, en règle générale, il n'est pas deux influences qui aillent d'un pas égal. C'est pourquoi, dans ce monde, toute doctrine simple et uniforme en ce qui concerne les relations entre le coût de production, la demande et la valeur, est nécessairement fausse ».
À la fin des années 1920, Piero Sraffa démontre que la théorie de Marshall ne peut pas expliquer la convexité de la courbe d'offre pour l'ensemble des commodités. En effet si une industrie consomme beaucoup d'un facteur de production, une augmentation de son activité fera sensiblement monter le prix de cette fourniture et donc de ses coûts.

### Centralisation du système d'information
La principale critique qui est faite à la théorie de l'équilibre général, telle qu'elle est formulée dans le modèle de Arrow et Debreu, porte sur l'hypothèse que les agents agissent en « preneurs de prix », les prix n'étant pas fixés par eux tout en étant uniques et connus de tous. Cela suppose une forte centralisation du système d'information, les échanges ne pouvant avoir lieu qu'une fois les prix d'équilibre connus. L'effet centralisateur de cette hypothèse est encore plus flagrant lorsqu'on précise que les prix dont les agents sont « preneurs » concernent autant les biens futurs (éventuellement conditionnels) que les biens présents (hypothèse d'un système complet de marchés). On peut aussi douter de la rationalité des agents — pourtant mise en avant dans le modèle — qui « prennent les prix » en pensant qu'ils pourront vendre et acheter tout ce qu'ils veulent aux prix donnés, quels qu'ils soient.
Pour marquer le caractère centralisé du modèle d'équilibre général, il est courant qu'on invoque un « commissaire priseur » dont la tâche consiste à proposer les prix, à recueillir les offres et les demandes des agents, à les faire varier « en tâtonnant » jusqu'à atteindre l'équilibre — l'offre globale de chaque bien est égale à sa demande globale. En fait, Walras n'utilise pas cette expression. Il parle de prix « criés » et évoque un « calculateur » qui « détermine les prix d'équilibre ». Arrow et Debreu évoquent un « agent du marché » qui effectue les tâches qu'on attribue généralement au commissaire priseur. Paul Samuelson a été le premier, dans ses Fondements de l'analyse économique, à mettre le processus de recherche des prix d'équilibre (le tâtonnement walrasien) sous la forme d'un système d'équations différentielles, avec des fonctions d'offre et de demande qui ne varient pas en cours de processus (ce qui suppose que des échanges n'y ont pas lieu).

### Abstraction et irréalisme
Le modèle de l'équilibre walrassien, selon lequel les auteurs néoclassiques admettent que dans chaque marché (celui du capital, celui du travail ou celui des biens), les offreurs et les demandeurs n'ont intérêt à procéder à l'échange que lorsque l'équilibre général se réalise, souffre de plusieurs problèmes, parmi lesquels son niveau d'abstraction. Ce niveau d'abstraction en ferait une théorie déconnectée de la réalité. Ainsi, certaines critiques reprochent aux modèles d'équilibre général de se ramener à des problèmes mathématiques triviaux sans lien avec l'économie réelle. Ainsi, pour Nicholas Georgescu-Roegen :

« On trouve maintenant certaines participations qui passent pour les plus brillantes contributions à l'économie, alors que ce ne sont que des exercices mathématiques, non seulement dépourvus de substance économique, mais aussi sans valeur mathématique. »

### Imperfection du marché
Une des critiques adressées au modèle walrassien de l'équilibre général est le postulat de la perfection des marchés. Les marchés du monde réel sont foncièrement imparfaits, et s'il est vrai que les agents économiques sont rarement price makers, il est possible pour eux de se coaliser et de créer des cartels qui pèsent sur les prix pour les manipuler.

### Critique de l'école autrichienne
Les économistes de l'école autrichienne, en particulier Friedrich Hayek, considèrent que l'équilibre général est une construction imaginaire qui peut être utile pour l'étude de problèmes particuliers, mais qui ne décrit aucune situation réalisable. Pour eux, l'économie est en perpétuel déséquilibre et le seul sujet d'étude scientifique est celui des processus d'évolution. Ils considèrent donc toute la théorie de l'équilibre général comme sans objet, une façon de chercher « sous le lampadaire » (parce qu'on sait faire des calculs), même si on sait bien que c'est ailleurs qu'on a perdu ses clés.

### Confrontation empirique
Le modèle walrassien de l'équilibre général a été testé sur des données empiriques afin d'observer le décalage ou l'adéquation entre les prédictions du modèle et la réalité. Une étude publiée en 1999 par Cole et Ohanian examine les prédictions du modèle walrassien face à l'évolution du marché américain pendant la Grande Dépression. Ils observent que le modèle réussit à prédire la récession causée par les chocs réels et monétaires qui ont eu lieu entre 1929 et 1933 ; toutefois, le modèle ne parvient pas à prévoir fidèlement le retour à la croissance et le rétablissement de l'économie. Notamment, le modèle n'explique pas que la production réelle soit restée 25% à 30% inférieure à la fin des années 1930 que ce que le modèle prévoyait.

### Théorème de Sonnenschein
Un siècle après Walras, Sonnenschein démontre, avec Mantel et Debreu, qu'il est impossible de déduire la forme des fonctions d'offre et de demande des agents économiques uniquement grâce à leurs comportements maximisateurs. Par conséquent, dans le cas général, l'équilibre n'est ni unique, ni stable. Ce théorème s'applique d'ailleurs à tous les modèles où les agents se comportent en « preneurs de prix ».
Comme le résume l'économiste Claude Mouchot : « le théorème de Sonnenschein-Mantel-Debreu montre que l'équilibre général n'est en définitive qu'une construction vide et inutilisable ».
En considérant des hypothèses plus faibles, et discutables en ce qui concerne leur pertinence, il est possible de se ramener à un équilibre à solution unique[réf. nécessaire].

### Approche alternative de l'éconophysique
En 1983, Emmanuel Farjoun et Moshe Machover remarquent que les sciences physiques sont capables de faire des prévisions utiles sur le comportement macroscopique d'ensembles (du mouvement brownien aux lois de la thermodynamique) qui, vus localement, apparaissent aléatoires et chaotiques. Selon eux, les économistes – marxistes, néo-classiques et keynésiens – se sont englués dans une vision de causalité et de stabilisation datant d'Adam Smith, les poussant toujours à la recherche d'un équilibre hypothétique.
Constatant alors que le postulat d'existence de cet équilibre est central dans les théories proposées jusque-là en économie politique et que les modèles associés échouent à prévoir de multiples crises économiques, ces auteurs proposent de changer radicalement les hypothèses de base et jettent les bases d'une approche probabiliste de l'économie politique. En particulier, s'ils se positionnent dans la tradition des économistes classiques et marxistes en insistant sur le rôle du travail dans la création de richesses (voir valeur travail), ils rejettent l'hypothèse – simplificatrice mais peu vraisemblable – d'un taux de profit uniforme.
Plus généralement, ils reprennent la problématique de formation des prix et du profit en conceptualisant diverses quantités sous la forme de variables aléatoires. Ainsi, selon eux, la compétition d'un marché libre ne peut engendrer au mieux qu'un équilibre statistique. De même, ils contestent la dimension déterministe de la formation d'un prix. Il suffit d'aller sur un marché acheter des légumes pour voir que le prix du kilogramme de tomate n'est pas une variable déterministe source ? : il n'est constant ni sur un jour, ni sur un même marché. Aussi, les prix devraient être considérés comme des variables aléatoires.
Law of Chaos source ? ne définit pas un modèle économique probabiliste rigoureux mais suggère des pistes pour une telle modélisation.